# SN 1960L
SN 1960L – supernowa odkryta 14 sierpnia 1960 roku w galaktyce NGC 7177. W momencie odkrycia miała maksymalną jasność 16,00m.